# Pat Garrity
Patrick Joseph Garrity (ur. 23 sierpnia 1976 w Las Vegas) – amerykański koszykarz, występujący na pozycji silnego skrzydłowego.

## Osiągnięcia
Stan na podstawie, o ile nie zaznaczono inaczej.
NCAA
- Zawodnik roku:
  - Academic All-America of the Year (1998)
  - konferencji Big East (1997)[2]
- Zaliczony do:
  - I składu All-Big East (1997, 1998)
  - II składu All-American (1998)
- Lider konferencji Independent w[3]:
  - skuteczności rzutów z gry (1995)
  - liczbie celnych:
    - (129) i oddanych (242) rzutów z gry (1995)
    - (82) i oddanych (107) rzutów wolnych (1995)

NBA
- Uczestnik konkursu rzutów za 3 punkty (2001, 2003)